# Аникст, Ольга Григорьевна
О́льга Григо́рьевна А́никст (урождённая Элька Гершевна Браверман; 1 (13) июня 1886, Кишинёв, Бессарабская губерния — 9 сентября 1959, Свердловск) — российский педагог, организатор профобразования в РСФСР, основатель и первый ректор Московского института новых (иностранных) языков.

## Биография
Ольга Аникст (Элька Гершевна Браверман) родилась в Кишинёве в многодетной семье рабочего табачной фабрики Герш-Лейба Лейзеровича Бравермана и его жены Эстер-Цывьи Мордко-Йосевны — тринадцатой из восемнадцати детей. Училась в частной гимназии Скоморовской, в 1905 году с отличием окончила Кишинёвское еврейское профессиональное училище для девочек (Еврейского колонизационного общества) с обучением на идише, по картонажно-галантерейному отделению. Арифметику в училище вела Полина Осиповна Эфруси. В 1903 году была избрана делегатом Южнорусского союза учащихся. В 1905 году принимала участие в революционных событиях в Одессе, в 1906 году устроилась на картонажную фабрику в Екатеринославе, была арестована и отбыла год в заключении. После освобождения в 1907 году вернулась в Кишинёв, откуда нелегально переправилась в Черновицы, где уже жила семья её будущего мужа Абрама Гитермана. В 1908 году — в эмиграции в Германии (во Франкфурте-на-Майне работала на кожевенной фабрике), затем — во Франции (в Париже вышла замуж за Абрама Гитермана), с конца 1909 года — в Швейцарии (в Цюрихе и Лозанне, с 1913 года в Женеве), с 1915 года по рекомендации В. И. Ленина и Н. К. Крупской работала секретарём Общества помощи ссыльным и политкаторжанам. В мае 1917 года вместе с мужем и двумя детьми в «пломбированном вагоне» вернулась в Россию, поселилась у матери в Павлограде и устроилась делопроизводителем в Продовольственную Управу. В следующем году переехала в Москву и посвятила себя организации профессионального образования.
Работала заведующей учебным отделом Наркомата торговли и промышленности. Была одним из инициаторов создания Государственного комитета по профессиональному образованию при Наркомпросе РСФСР и входила в его состав (декабрь 1918 — март 1919). Затем была заместителем председателя Секции профессионально-технического образования, созданной на его основе (апрель 1919 — январь 1920). С декабря 1920 года входила в состав комиссии СНК РСФСР по преодолению кризиса рабочей силы («комиссия Троцкого»), предложившей создать Главпрофобр. Входила в состав коллегии и была заместителем председателя Главпрофобра, до 1928 года заведовала отделом рабочего образования и низших профшкол. Руководила организацией профессиональных учебных заведений, школ ФЗУ, перестройкой системы ученичества, подготовкой рабочих на производстве.
С 1923 года была редактором журнала «Жизнь рабочей школы», организатором 1-го Всероссийского съезда по образованию рабочих-подростков (1922) и Всесоюзного съезда по рабочему образованию (1924). С 1927 года была учёным секретарём научно-педагогической секции Государственного учёного совета (ГУСа) Народного комиссариата просвещения (Наркомпроса). В середине 1920-х годов участвовала в известной дискуссии с А. К. Гастевым, директором Центрального института труда, по вопросу о том, является ли профессиональная школа средним профессиональным или ремесленным учебным заведением. Выступала в печати против узкопрофессиональной направленности подготовки рабочих.
После командировки для изучения опыта преподавания иностранных языков в Германии в 1930 году создала в Москве и возглавила в качестве первого ректора Московского института новых (иностранных) языков. С 1932 года работала в ВЦСПС (курировала вопросы повышения квалификации на производстве, распространения технических знаний), в обществе «Техника массам», с декабря 1935 года начальником Управления учебных заведений в Наркомате местной промышленности РСФСР.
После ареста мужа — исключена из партии и переведена на работу в Музпрокат. 29 марта 1938 года (на следующий день после расстрела мужа) арестована, осуждена на 8 лет исправительно-трудовых лагерей как член семьи изменника Родины и переправлена в Темниковские лагеря Мордовской ССР (Темлаг УМОР 3-й), где работала на швейном производстве. После освобождения в декабре 1945 года — на поселении в Свердловской области (в Сысерти, затем в Свердловске). Была реабилитирована в 1955 году.
Автор многочисленных печатных работ в журналах «Народное просвещение», «За педагогические кадры», «Вестник профтехобразования» и других, методических рекомендаций и разработок в области образования, книг «Рабочее образование в РСФСР» (М.: Новая Москва, 1925) и «Подготовка квалифицированных рабочих» (М.: Госиздат, 1928). Оставила воспоминания о собственной жизни, а также о встречах с В. И. Лениным (опубликованы в сборнике «Ближе всех. Ленин и юные интернационалисты», 1968), Н. К. Крупской (опубликованы в сборнике «Воспоминания о Н. К. Крупской», 1966), А. В. Луначарским, В. В. Маяковским, Д. А. Фурмановым, Кларой Цеткин и Шолом-Алейхемом.
Скончалась 9 сентября 1959 года в Свердловске. Похоронена на Михайловском кладбище, позднее захоронение перенесено на Северное кладбище Екатеринбурга.

## Семья
- Брат — Семён Григорьевич Сибиряков (настоящая фамилия Броверман; 1888—1938) — писатель, редактор и киносценарист.
- Муж (с 1908 года) — Абрам Моисеевич Аникст (1887—1938) — видный советский теоретик в области научной организации труда (НОТ).
  - Сын — Александр Абрамович Аникст (1910—1988) — русский советский литературовед, театровед, доктор искусствоведения. Автор многочисленных трудов по истории английской литературы, редактор и составитель многотомных собраний сочинений Шекспира и Бернарда Шоу, автор пятитомной «Истории учений о драме» (1967—1988).
    - Внук — Михаил Александрович Аникст (род. 20 ноября 1938, Москва) — российский и британский (с 1990 года) книжный дизайнер и график, академик Академии графического дизайна.

  - Сын — Дмитрий Абрамович Аникст (1927—2008) — советский геодезист, изобретатель в области геодезии и картографии, разработчик серии высокоточных советских теодолитов (в том числе астрономического теодолита ТА-05 для прицеливания космических аппаратов), ведущий конструктор московского ЦНИИ геодезии, аэрофотосъёмки и картографии, автор 5 монографий, в том числе «Высокоточные теодолиты» (1978), «Оптические системы геодезических приборов» (1981), «Высокоточные угловые измерения» (1987).
  - Дочь — Ада Абрамовна Аникст (1915—2002) — инженер, директор лаборатории физико-механических испытаний свердловского завода пластмасс.

## Книги
- Профессиональное образование в России (статьи и доклады). Главный комитет профессионально-технического образования. — М.: 7-я Государственная типография, бывшая Мамонтова, 1920.
- История возникновения Главрофобра. — М.: Главный комитет профессионально-технического образования, 1921.
- Профессионально-техническое образование в России за 1917—1921 гг. Юбилейный сборник под редакцией О. Г. Аникст. — М.: Государственное издательство, 1922.
- Рабочее образование в РСФСР. — М.: Новая Москва, 1925.
- Подготовка квалифицированной рабочей силы. — М.: Вопросы труда, 1926.
- Подготовка квалифицированных рабочих. Народный комиссариат просвещения РСФСР. — М.: Государственное издательство, 1928.
- Что такое технический минимум. — М.: Госиздат, 1932.